# 天主教盧加齊教區
天主教盧加齊教區（拉丁語：Dioecesis Lugasiensis）是烏干達一個羅馬天主教教區，屬坎帕拉總教區。
教區成立於1996年11月30日，包括中部區布伊奎區、卡永加區、穆科諾區和布武馬區。
2004年有教友471,500人（佔轄區總人口41.0%）、二十個堂區、六十名司鐸。現任教區主教為克里斯托芬·卡克扎。

## 歷任主教
1. 瑪弟亞·塞卡馬尼亞（1996年11月30日－2014年11月4日）
2. 克里斯托芬·卡克扎（2014年11月4日－）